# Mr. Lawrence

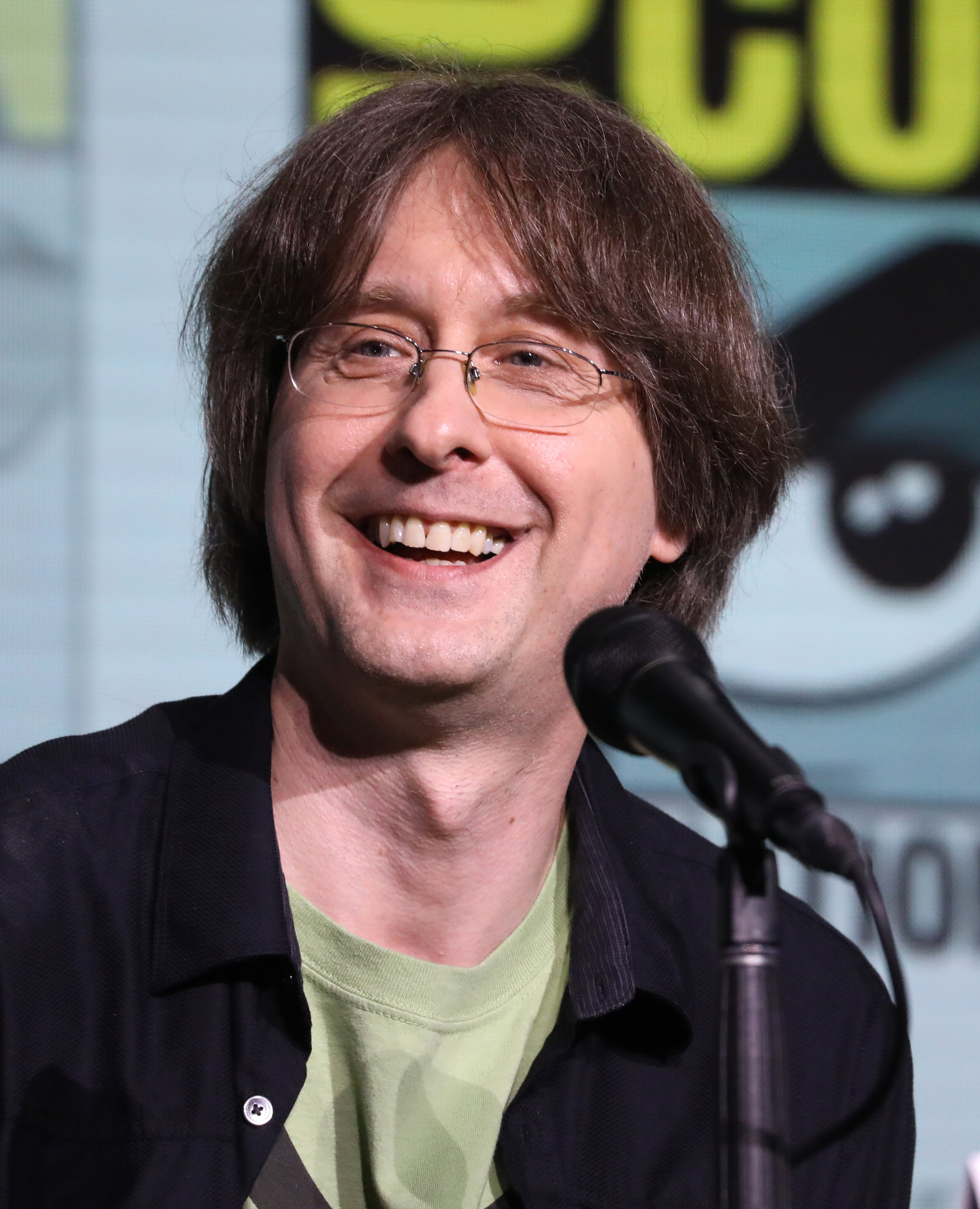
Mr. Lawrence auf der Comic-Con in San Diego (2024)

Douglas „Doug“ Lawrence Osowski (* 1. Januar 1969 in East Brunswick, New Jersey), besser bekannt als Mr. Lawrence, ist ein US-amerikanischer Synchronsprecher und Drehbuchautor im US-Zeichentrickfilm. Er ist vor allem durch die Rolle des „Plankton“ in SpongeBob Schwammkopf bekannt, die er im Original synchronisiert.

## Werdegang
Doug Lawrence wurde ab 1992 als Layout-Assistent beim Zeichentrick-Unternehmen Spümcø in Los Angeles tätig. 1993 zeichnete er das Cover des Food Album von Weird Al Yankovic.
Ab 1993 war er bei der Serie Rockos modernes Leben tätig, wo er Storyboard-Künstler, Folgen-Regisseur und Synchronsprecher für die neurotische Schildkröte „Filburt“ war. Seit 1999 arbeitet er bei SpongeBob Schwammkopf, wo er neben „Sheldon J. Plankton“ auch „Larry den Hummer“ und den „echt aussehenden Fischkopf“ synchronisiert und an den Drehbüchern mitarbeitet. Seit 2016 ist er dort auch Story-Editor.

## Serien-Filmografie (Auswahl)
- 1993–1996: Rockos modernes Leben (Rocko’s Modern Life, Stimme, Drehbuch, Regie)
- Seit 1999: SpongeBob Schwammkopf (SpongeBob SquarePants, Stimme, Drehbuch)
- 2011–2015: WordGirl (Stimme)
- 2016–2018: Mighty Magiswords (Stimme, Drehbuch)
- 2020: Die Waldtruppe (Deer Squad, Stimme)